# Seneca (Kansas)
Seneca é uma cidade localizada no estado americano de Kansas, no Condado de Nemaha.

## Demografia
Segundo o censo americano de 2000, a sua população era de 2122 habitantes.
Em 2006, foi estimada uma população de 2064, um decréscimo de 58 (-2.7%).

## Geografia
De acordo com o United States Census Bureau tem uma área de
4,0 km², dos quais 4,0 km² cobertos por terra e 0,0 km² cobertos por água. Seneca localiza-se a aproximadamente 347 m acima do nível do mar.

## Localidades na vizinhança
O diagrama seguinte representa as localidades num raio de 20 km ao redor de Seneca.